# Chovatel
Chovatel (v originále Petit Paysan) je francouzský hraný film z roku 2017, který režíroval Hubert Charuel. Snímek měl světovou premiéru na filmovém festivalu v Cannes v rámci Semaine de la critique dne 20. května 2017.

## Děj
Pierre je farmář, který sám obhospodařuje stádo asi třiceti dojnic na farmě, kterou převzal od svých rodičů. Požádá svou sestru, veterinářku, aby zjistila zdravotní stav jedné jeho krávy, protože se zdá, že má abnormální chování, a Pierre se obává, že trpí nakažlivou nemocí. Diagnóza je potvrzena. Pierre ví, že pokud je nemocná jedna kráva, zdravotní úřad nechá utratit preventivně celé stádo. Rozhodne se proto udělat vše pro to, aby před všemi, před rodiči, sousedy i přáteli skryl pravdu. Ale věci se začnou zhoršovat.

## Obsazení
| Swann Arlaud        | Pierre Chavanges              |
| Sara Giraudeau      | Pascale Chavanges             |
| Isabelle Candelier  | Madame Chavanges              |
| Bouli Lanners       | Jamy                          |
| Valentin Lespinasse | Jean-Denis                    |
| Clément Bresson     | Fabrice                       |
| Marc Barbé          | zástupce úřadu ochrany zdraví |
| India Hair          | Angélique                     |
| Julian Janeczko     | Thomas                        |
| Franc Bruneau       | Régis                         |
| Jean Chauvelot      | velitel četníků               |
| Géraldine Martineau | Emma                          |
| Jean-Paul Charuel   | pan Chavanges                 |
| Sylvaine Charuel    | kontrolor mléka               |
| Claude Le Pape      | četník Francine               |

## Ocenění
- Festival Premiers Plans v Angers: cena za nejlepší scénář celovečerního filmu (Hubert Charuel)
- Festival frankofonních filmů v Angoulême: nejlepší film, nejlepší herec (Swann Arlaud)
- Mezinárodní festival frankofonních filmů v Namuru: Cena juniorské poroty a cena BeTV
- Cena Jeana Renoira studentů středních škol
- PROlogue, Mezinárodní festival Taškent: cena za nejlepší scénář
- César: nejlepší herec (Swana Arlaud), nejlepší herečka ve vedlejší roli (Sara Giraudeau), nejlepší filmový debut (Hubert Charuel); nominace v kategoriích nejlepší film, nejlepší režie (Hubert Charuel), nejlepší původní scénář (Hubert Charuel a Claude Le Pape), nejlepší filmová hudba (Myd), nejlepší střih (Julie Lena, Lilian Corbeille a Grégoire Pontécaille)